# 何伯葵
何伯葵（英語：Thomas Lyttleton "Lyt" Harnsberger，1883年4月14日—1970年11月26日），直譯托馬斯·漢斯伯格，美國傳教士，1912年來華為美南長老會開拓了中國最後一個傳教站——江蘇泰州。1931年江淮水災出大力重修高郵湖堤壩。1917年他蓋了福音醫院，後來成為泰州市人民医院。

## 生平
1883年4月14日，何伯葵生于美国弗吉尼亚州的Clifton Forge。当时他的父亲 Hugh Francis Harnsberger 27岁，母亲 Mattie E. Kincaid 17岁。1906年12月18日，何伯葵娶原配妻子Lanie Bell Gillespie 。1912年，何伯葵夫妇二人带着1岁的女儿Vivian来到泰州从事宣教工作。1918年11月6日，何伯葵娶林小姐（Agnes Wood，1894–1986）为继室，她生於江蘇淮陰清江浦，为仁慈医院院长林嘉美 （Dr James Baker Woods，1867–1945）长女，1914年从美国学成返回中国，驻清江浦，婚后随丈夫驻泰州。1935年他们曾住在江苏阜宁。1939年或1942年，何伯葵夫妇离开盐城，搬回美國。他们至少生了3子1女。1970年11月26日，何伯葵在美国佛罗里达州Pinellas去世，享年87岁。1986年9月19日，Agnes去世于美国得克萨斯州 Denton，享年91岁。夫妇均葬于美国佛罗里达州 Saint Petersburg, Pinellas。

### 蓋醫院
1919年，何伯葵通过平民陆某将公地“驼岭清风”购到手，兴工修筑围墙，与泰州人邓寅的私产发生纠纷。邓寅向县署申诉。知事胡维藩以邓寅言语激烈为借口拘留，激起公愤，官司打到省署。地方教育界人士潘得祥等人亦以保护古迹为由，据理力争。案件悬而不决5个月，胡维藩被迫去职。继任知事茹庆琛请出士绅管得泉调停，将大校场南部（今泰山公园北）80亩营场和驼岭清风北部的10多亩土地划给何伯葵，而驼岭清风南部8亩土地辟为“公有林”，以墙相隔。何伯葵在大校场建成明德学校，福音医院也得以扩大。一百年後，2017年有評論指「虽然这段买地的历史不太令人愉快，但是何伯葵及其创建的福音医院对泰州医疗事业所作的贡献却是泰州人永远不能忘记的。」

### 江淮水災
1931年江淮水災，其中8月26日高郵湖缺堤泱及泰州，他给上海华洋义赈会写了报告，建议建堤壩堵住高邮决口，不然下游永远无法干。华洋义赈会董事局同意，1932年2月，托马斯作为义赈会委派的灾后复建的总监，带着40万银元来到高邮，並說服了水利工程博士兼国民党大老王叔相督导。何伯葵工作到該年深秋才离开。（王叔相與何伯葵妻子均為淮陰人，應係舊識）。
美國機師查爾斯·林德伯格在1931年創歷史經阿拉斯加路線横跨太平洋飛行（註：此前皆經夏威夷路線），9月抵達亞洲的漢口，期間航空摄影测量到「很多湖」，稍後才知道是水災，發回災區照片令南京國民政府重視事件。

### 其子孫對江淮水災修史的執着
江淮水災期間，其8岁的小兒子哈奇·漢斯伯格（Hugh "Hutch" Harnsberger，1924—2005年4月）和12岁的吉姆親歷。由此哈奇·漢斯伯格熱心於1931年江淮水災的歷史，哈奇的兒子（何伯葵之孫）Steve Harnsberger深受感染。哈奇和Steve在2001年10月到訪江蘇，是何伯葵家族在1939年回到美國後第一次回到中國土地。期間他們發現高郵市對重建的史料只寥寥幾段，而且沒有提及何伯葵對於重建堤壩的努力，也沒有提及美國著名飛機師查爾斯·林德伯格在水災後航空摄影测量災區發回第一手災區照片（由此才令南京國民政府重視）並自願駕飛機運送救災用的醫療物資的努力。2005年哈奇死後，促使Steve積極搜集相關史料，尤其是歷史照片。2005年12月30日，高郵市文物單位文游台內開設「水鉴馆」，作為「高邮1931年特大洪水及运堤修复展览」圖片展的展廳，Steve Harnsberger主禮。CCTV-9紀錄頻道有专题片報導。
在75周年，2006年8月26日上午9時半，高郵市水務局在高郵湖畔立石碑揭碑儀式，石碑向何伯葵牧師、水利專家王叔相和執行航空摄影测量任務的查爾斯·林德伯格夫婦致意。

## 評論
何伯葵之孫Steve Harnsberger對世界不了解1931年江淮水災甚為驚訝，並於2007年寫道「1931年這場水災死的人比2004年印度洋海嘯多15倍，但幾乎沒人對此事留下隻言片語。歷史只記得當年的其他災難——中國當年忙在打國共內戰（註：第三次江西剿共战争），日本忙着侵略華北，世界忙着大蕭條。」

## 引用文獻
1. 1 2  . 凤城泰州网. 2017-08-04  [2020-05-05]. （原始内容存档于2020-05-05）.原刊於微信公眾號「品泰州」.
2. 1 2  Steve Harnsberger.  (PDF). 上海英文星报. 2006-09-07  [2020-05-05]. （原始内容存档 (PDF)于2020-05-05）.
3. ↑  Wu Yingying. . 上海日报.   [2020-05-05]. （原始内容存档于2006-01-17）.
4. 1 2  Beth Ashley.  (PDF). Marin Independent Journal. 2006-01-30  [2020-05-05]. （原始内容存档 (PDF)于2020-05-05）.
5. ↑  . 中国人民大学清史研究所. 2006-12-23  [2020-05-05]. （原始内容存档于2016-04-03）.（此為從2006年幾篇英語新聞翻譯為中文的綜合稿件）
6. ↑  . 泰州市人民医院. 2011-09-19  [2020-05-05]. （原始内容存档于2020-05-05）.
7. ↑  . 泰州市人民医院. 2011-09-19  [2020-05-05]. （原始内容存档于2020-05-05）.
8. ↑  .   [2021-05-04]. （原始内容存档于2021-05-06）.
9. 1 2 3  Steve Harnsberger. . 2007-09-25  [2020-05-10]. （原始内容存档于2020-05-10）.註：這是Steve Harnsberger為其祖父何伯葵寫的傳記網站.
10. ↑  黄光域：《基督教传行中国纪年》822页，广西师范大学出版社
11. ↑  原本文言文的出處不詳，其白話文譯本收錄於品泰州 2017。文言文引錄「基督教牧师何卜奎(註：即何伯葵)垂涎及此，诱骗当地莠民陆某将地出售，县署竟予验契。何取得驼岭地权后，在兴工筑围墙时，强占邑人邓寅私产。邓申诉于县署，知事胡维藩以邓言语激烈为籍口，妄加拘留，激起公忿，控于省署，地方教育界人士潘得祥等亦为保存古迹，据理力争。历时五月，案仍悬而不玦，胡被迫去职。继任知事茹庆琛既怕得罪美人，又恐激怒民众，乃邀请士绅管卜泉出面调停。终以大校场南部八十亩营场易回驼岭南部八亩土地，辟为“公有林”了事。于是，大校场南部八十亩及驼岭北部十多亩土地，便入传教士何卜奎之手，任其分别建明德学校及福音医院。邑人张锦泉对此丧权辱国之事，颇为不满，特改名张让，以示不忘，而泄胸中之忿。」
12. ↑  胡彬、季云华. . 苏皖边区政府旧址纪念馆. 2009-12-08  [2020-05-10]. （原始内容存档于2020-05-10）.
13. 1 2  . 泰州市人民医院. 2011-09-19  [2020-05-05]. （原始内容存档于2020-05-05）.
14. ↑  以北極為中心的路線投影，見. Pioneers of flight gallery, Smithsonian National Air and Space Museum.   [2020-05-31]. （原始内容存档于2016-04-08）.. 墨卡托投影見，. Smithsonian National Air and Space Museum.   [2020-05-12]. （原始内容存档于2020-10-28）.
15. ↑  郭玉梅. . 今日高邮. 2016-08-25  [2020-05-17]. （原始内容存档于2020-05-12）.
16. ↑  Steve Harnsberger. . AboutGaoyou.com. 2007-09-25  [2020-05-12]. （原始内容存档于2020-05-10）.註：這是Steve Harnsberger為其祖父、傳教士何伯葵寫的傳記網站.
17. ↑  Steve Harnsberger. . AboutGaoyou.com. 2007-09-25  [2020-05-10]. （原始内容存档于2020-05-10）. The 1931 flood killed 15 times the number of people lost in the Indonesian tsunamis of December 2004, and yet scarcely a word has been written of it. History focused instead on other disasters that year. China’s attention was on a civil war between the Communists and Nationalists; the Japanese were invading in the North, while the world was deep into the Great Depression.

## 外部連結
- 「高邮1931年特大洪水及运堤修复展览」圖片展
  - 曾经沧海-灵魂相遇. . 新浪博客. 2013-04-14  [2020-05-05]. （原始内容存档于2020-05-05）.
  - NanjingYCChen. . 微信公眾號「雅筑Azuremyst」原創稿件. 2018-08-30  [2020-05-05]. （原始内容存档于2020-05-05）.